# آکوا (رابط کاربری)
آکوا (به انگلیسی: Aqua) واسط گرافیکی کاربر در سیستم‌عامل مک‌اواس شرکت اپل است. این نرم‌افزار برپایهٔ پوسته‌ای برگرفته‌شده از آب، با اجزایی قطره‌مانند و یک افکت بازتاب به‌همراه نور ساخته شده‌است.
آکوا برای اولین بار در سال ۲۰۰۰ میلادی معرفی و در ماه ژولای همان سال برای اولین بار در نرم‌افزار iMovie نسخهٔ ۲ و بعد از آن در سیستم‌عامل مک نسخهٔ ۱۰ ظاهر شد.